# Georg Moser
Georg Moser (* 10. Juni 1923 in Leutkirch im Allgäu; † 9. Mai 1988 in Stuttgart) war Bischof von Rottenburg-Stuttgart.

## Biografie
Georg Moser wurde geboren als achtes von elf Kindern des Schmiedemeisters Alois Moser und seiner Frau Maria, geb. Miller. Nach dem Studium der Katholischen Theologie an der Eberhard-Karls-Universität Tübingen und dem Wilhelmsstift, das er von 1942 bis 1947 absolvierte, empfing er am 19. März 1948 das Sakrament der Priesterweihe. Anschließend war er bis 1950 Vikar in Ludwigsburg und Stuttgart und von 1950 bis 1953 Präfekt des bischöflichen Internates Josefinum in Ehingen (Donau), ehe er Studentenpfarrer in Tübingen wurde. Dort wurde er 1962 mit einer Dissertation über „Die Eschatologie in der Katechetischen Unterweisung“ zum Doktor der Theologie promoviert. 1961 übernahm er die Leitung der katholischen Akademie Stuttgart-Hohenheim.

## Weihbischof
Papst Paul VI. ernannte Georg Moser am 12. Oktober 1970 zum Titularbischof von Thiges und zum Weihbischof im Bistum Rottenburg. Die Bischofsweihe empfing er am 14. November desselben Jahres zusammen mit Anton Herre durch Bischof Carl Joseph Leiprecht in Stuttgart. Mitkonsekratoren waren die Weihbischofe Wilhelm Sedlmeier aus Rottenburg und Karl Gnädinger aus Freiburg.

## Bischof
Am 25. Februar 1975 wurde Moser von Paul VI. zum Nachfolger Leiprechts als Bischof der Diözese Rottenburg ernannt, die 1978 in Rottenburg-Stuttgart umbenannt wurde.

### Wappen

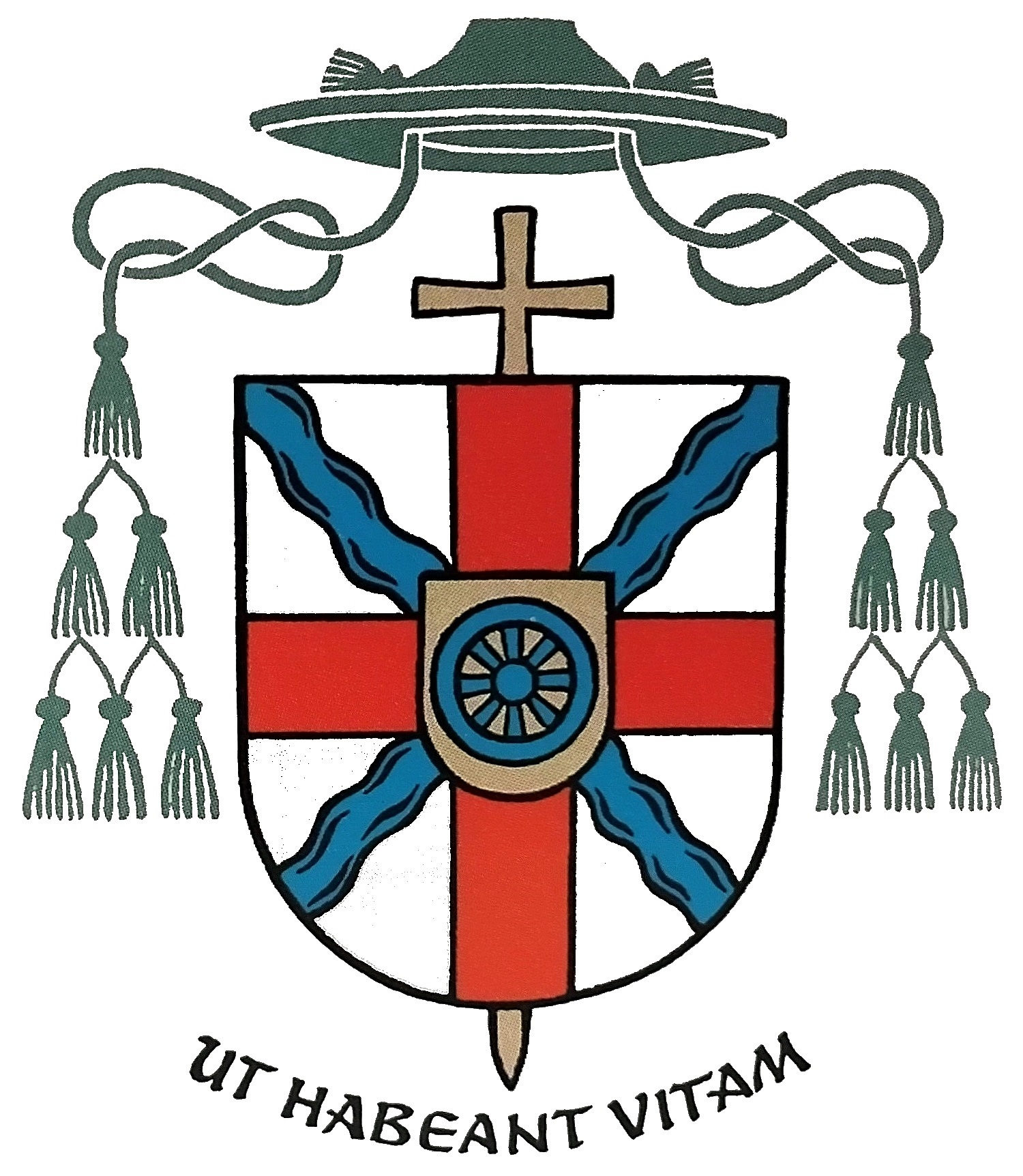
Wappen von Georg Moser als Bischof von Rottenburg-Stuttgart

Als Bischofswappen wählte Moser ein durchgehendes Kreuz, welches sich vom silbernen Untergrund abhebt. Inmitten des Kreuzes befindet sich ein goldener Herzschild, darin ein achtspeichiges blaues Rad. Das Kreuz ist das Symbol Christi. Von ihm gehen Wellen aus als Sinnbild des Glaubens, der wie lebendiges Wasser ist. Diese Wasserströme deuten zugleich auf den Wahlspruch „Ut habeant vitam“ („Damit sie das Leben haben“). Das Rad im Herzschild erinnert an die Herkunft des Bischofs aus Bauern- und Handwerkerfamilien.

### Amtszeit
Als zuständiger Bischof versuchte er, die 1968 entstandenen Differenzen zwischen dem an der Universität Tübingen lehrenden Theologieprofessor Hans Küng und dem Vatikan beizulegen, was aber nur bedingt gelang. Entgegen den Darstellungen Küngs im zweiten Band seiner Erinnerungen (2007) ergab eine Auswertung der persönlichen Dokumente Mosers im Jahre 2007, dass der damalige Rottenburger Bischof bis an die Grenzen des Möglichen gekämpft hat, um die Maßregelung Küngs zu verhindern.
Von 1972 bis 1981 war Moser Präsident der deutschen Sektion von Pax Christi. Er war Vorsitzender der Publizistischen Kommission der Deutschen Bischofskonferenz und in dieser Eigenschaft auch Vorsitzender des Aufsichtsrates der MDG Medien-Dienstleistung GmbH in München.

### Tod
Moser starb an den Folgen eines jahrzehntelangen Nierenleidens im Alter von 64 Jahren in Stuttgart. Seine letzte Ruhestätte fand er in der Bischofsgruft der Friedhofskirche Sülchen.

## Ehrungen (Auswahl)
- Päpstlicher Geheimkämmerer (1965)
- Großkreuz des Verdienstordens des Malteser-Ritter-Ordens (1983)

## Werke
Georg Moser ist der Verfasser mehrerer Bücher, die teilweise hohe Auflagen erzielten und in andere Sprachen übersetzt wurden. Unter anderem sind das:
- 1963 Die Botschaft von der Vollendung (Dissertation Mosers)
- 1968 Kronzeugen der Freiheit
- 1974 Wage dein Glück
- 1975 Ich bin geborgen, ISBN 3-451-19986-6
- 1978 Wie finde ich zum Sinn des Lebens, ISBN 3-451-20595-5
- 1978 Der Jahre Gewinn. Lebensbetrachtungen, ISBN 3-7966-0457-9
- 1980 Was die Welt verändert, ISBN 3-451-17245-3
- 1982 Auf dem Wege zu mir selbst, ISBN 3-451-19694-8
- 1984 Eine Rose in deiner Hand, ISBN 3-7966-1061-7
- 1985 Täglich Grund zur Hoffnung, ISBN 3-451-22858-0
- 1987 Mut zur Liebe, ISBN 3-451-20995-0